# Ражнів
Ра́жнів — село в Україні, у Заболотцівській сільській громаді Золочівського району Львівської області. Відстань до колишнього райцентру становить 18 км, що проходить автошляхом місцевого значення. Відстань до найближчої залізничної станції Заболотці становить 6 км.
Село Ражнів, а також Велин, Вовковатиця, Мамчурі та Руда-Брідська раніше були підпорядковані Ражнівській сільській раді. Населення становить 345 осіб.

## Історія
Одне з найстаріших сіл Бродівщини, перша письмова згадка датується 1099 роком. Також присутні відомості про село у перших поземельних кадастрах Галичини — Йосифінській (1785-1788) та Францисканській (1819-1820) метриках.
На початку ХХ століття власником села був Фелікс Ґнєвош.
У міжвоєнний період у Ражневі діяла початкова школа, якою керувала Марія Соляновська.
Згідно з наказом міністра внутрішніх справ ІІ Речі Посполитої від 21 липня 1934 року «Про поділ Бродського повіту у воєводстві Тернопільському на сільські ґміни» було проведено часткові зміни устрою територіального самоврядування, а саме створено сільську ґміну з центром у Станіславчику, до якої увійшло 4 села, у тому числі й Ражнів.
В концтаборі Майданек загинув Іван Дубас.
Сьогодні в селі діють табір біженці 
Та народний дім

#### Боротьба ОУН- УПА з комунізмом.
В серпні 1944року біля села Ражнів відбувається бій відділів сотні "Свободи"  з НКВС .Під час бою окупанти переважали бійців УПА чисельно, але завдяки успішним діям командира повстанці з невеликими втратами вийшли з оточення.
У сутичці з загоном НКВС біля села Ражнів загинули воїн сотні «Непоборні» УПА-Захід «Мировий» та районний провідник ОУН Василь Чучман — «Вірний».
7 липня 2015 року утворена Заболотцівська сільська громада, до складу якої увійшло с. Ражнів.
12 червня 2020 року, відповідно до розпорядження Кабінету Міністрів України № 718-р «Про визначення адміністративних центрів та затвердження територій територіальних громад Львівської області», село увійшло до складу Заболотцівської сільської громади.
19 липня 2020 року, в результаті адміністративно-територіальної реформи та ліквідації Бродівського району, село увійшло до складу новоствореного Золочівського району.

## Релігія
В селі поруч новозбудованого храму стоїть дерев'яна церква Різдва Пресвятої Богородиці, збудована ще 1846 року. Розмальована художником Матвієм Сірком. На північний захід від церкви розташована дерев`яна двоярусна дзвіниця, накрита наметовим дахом. У 1947 році був заарештований парох церкви о. Василь Лесюк. Після його арешту в церкві правили лише священики РПЦ. На початку 1980-х років церкву закрили, а згодом в приміщення святині переїхав архів хмелерадгоспу «Ражнів».
Нині храм знаходиться в користуванні релігійної громади УГКЦ села. До 2005 року парохом був о. Володимир Бойко, пізніше — о. Михайло Вітт який помер .
Місцеві римо-католики належать до релігійної громади Воздвиження Всечесного Хреста РКЦ у Бродах.

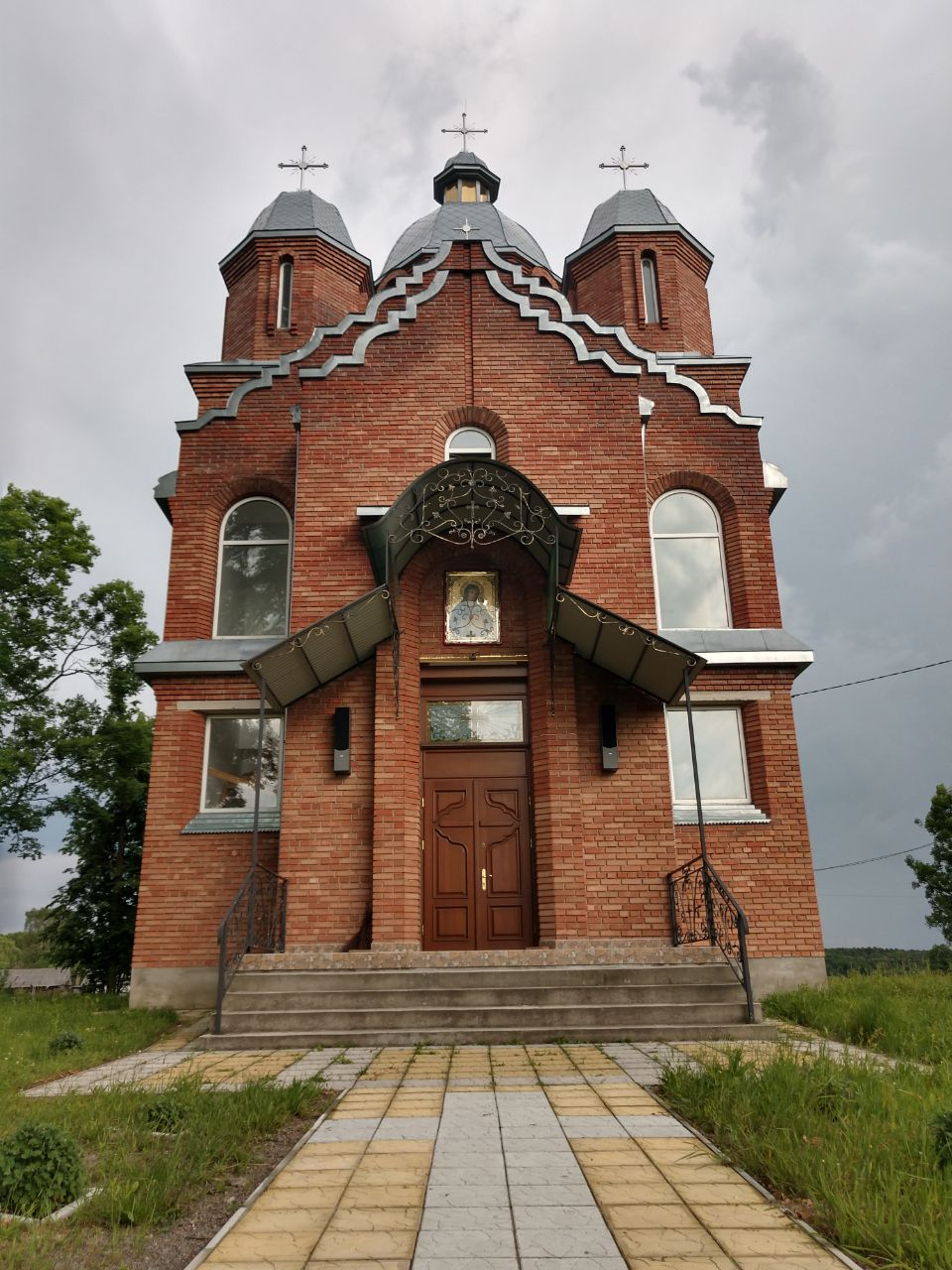
Церква Різдва Пресвятої Богородиці

## Відомі люди
- Дубас Павло — поручник УГА, учасник визвольних змагань 1917–1921  років, емігрував у США. Один із засновників і член головної управи Української Стрілецької Громади США, дослідник історії рідного краю.
- Савчин Лев Степанович — кандидат фізико-математичних наук, краєзнавець, народився в Ражневі (хутір Липник). Автор величезного доробку краєзнавчих розвідок з історії села Ражнева, Бродівщини, Галичини, національно-визвольного руху, життя українців за кордоном.
- Сітка Олексій Дмитрович — керівник Бродівського надрайонного проводу ОУН, лицар Бронзового хреста бойової заслуги УПА.